# Camellia elongata
Camellia elongata là một loài thực vật có hoa trong họ Theaceae. Loài này được (Rehder & E.H.Wilson) Rehder mô tả khoa học đầu tiên năm 1922.